# Srebrna Góra (Grande-Pologne)
Pour les articles homonymes, voir Srebrna Góra.
Srebrna Góra (prononciation : [ˈsrɛbrna ˈɡura]) est un village polonais de la gmina de Wapno dans le powiat de Wągrowiec de la voïvodie de Grande-Pologne dans le centre-ouest de la Pologne.
Il se situe à environ 3 kilomètres au sud-est de Wapno (siège de la gmina), 29 kilomètres au nord-est de Wągrowiec (siège du powiat), et à 83 kilomètres au nord-est de Poznań (capitale de la Grande-Pologne).
Le village possède une population de 330 habitants.

## Histoire
De 1975 à 1998, le village faisait partie du territoire de la voïvodie de Piła.

Depuis 1999, Srebrna Góra est situé dans la voïvodie de Grande-Pologne.

## Monuments
- le manoir et ses dépendances de la fin du XVIIe siècle ;
- l'église paroissiale saint Nicolas, construite entre 1848 et 1849.

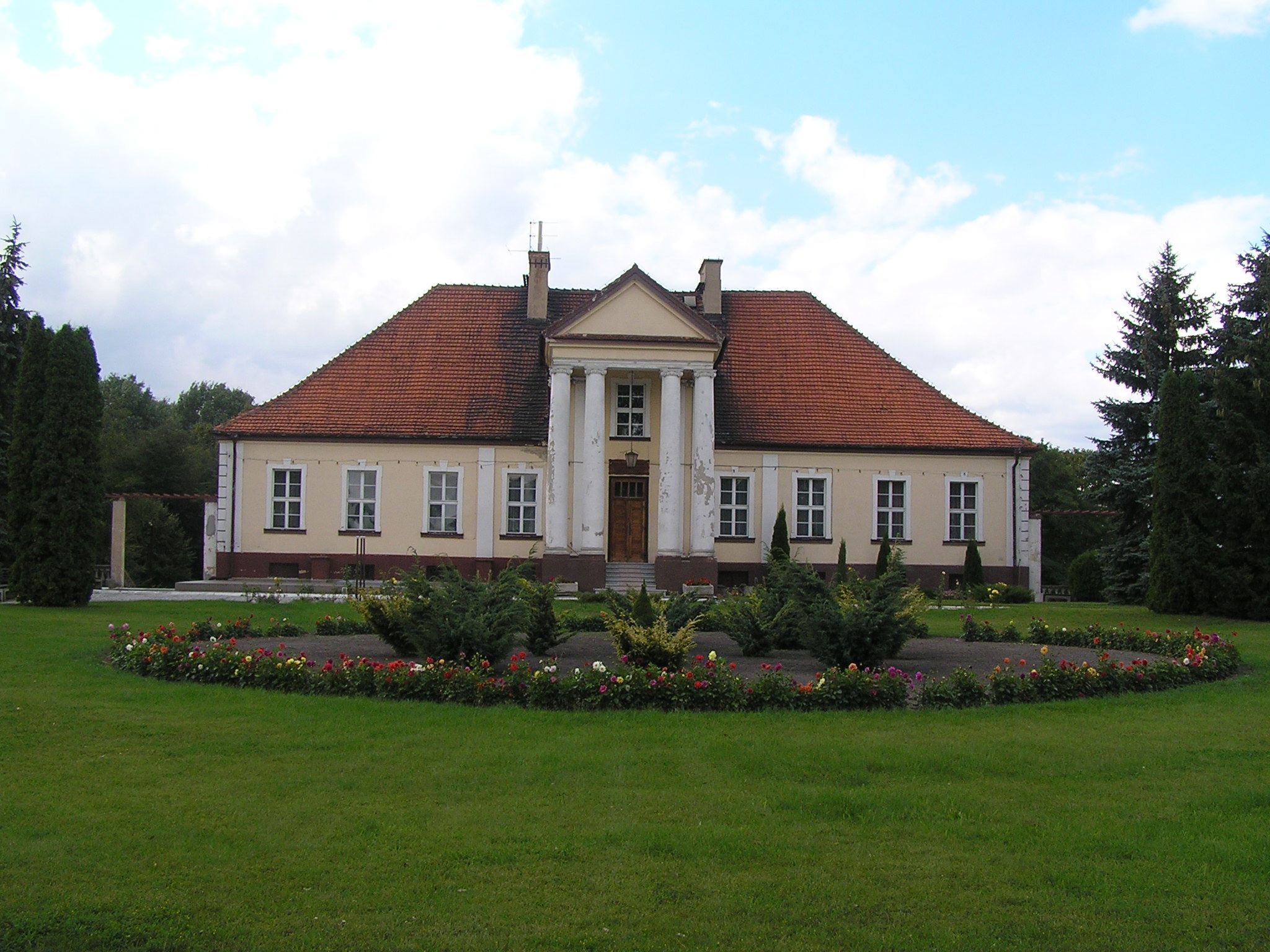
Le manoir.